# Tupaia miocenica
Tupaia miocenica é um musaranho-arborícola fóssil do Mioceno da Tailândia. Conhecido apenas por um único dente, um primeiro ou segundo molar superior, está entre os poucos musaranhos-arborícolas fósseis conhecidos. Com um comprimento de 3,57 mm, o dente é grande para um musaranho-arborícola. Na extremidade lingual posterior (lado da língua), o dente apresenta uma pequena cúspide, o hipocone, separado do protocone à sua frente por um vale estreito. A condição do hipocone distingue esta espécie de vários outros musaranhos-arborícolas. Além disso, a presença de um mesoestilo bem desenvolvido, mas simples (uma pequena cúspide), é uma característica distintiva.

## Taxonomia
Tupaia miocenica foi descrita em 1997 pelos paleontólogos franceses Pierre Mein e Léonard Ginsburg em um relatório sobre mamíferos fósseis de Li Mae Long [en], um sítio do Mioceno na Tailândia. O animal é conhecido por um único dente, que, segundo as comparações de Mein e Ginsburg, assemelha-se mais aos musaranhos-arborícolas vivos do gênero Tupaia. O epíteto específico, miocenica, refere-se à ocorrência do animal durante o Mioceno. Apenas alguns outros musaranhos-arborícolas fósseis são conhecidos, sendo T. miocenica a única espécie fóssil da Tailândia. Quando foi descrita, era a única representante do Mioceno do gênero Tupaia, mas uma segunda espécie, Tupaia storchi, foi nomeada em 2012 a partir do Mioceno Superior de Lufeng, China.

## Descrição
O único dente conhecido, um molar superior esquerdo desgastado, conhecido como T Li 175, é grande para um musaranho-arborícola, com 3,57 mm de comprimento e 4,79 mm de largura. Embora Mein e Ginsburg o tenham descrito como um segundo molar superior (M2), Ni e Qiu argumentaram em 2012 que é mais provavelmente um primeiro molar superior (M1). O dente é dilambdodonte (com uma superfície de mastigação em forma de W) e a superfície labial (lado das bochechas) é côncava, apresentando uma crista cingular. Uma pequena cúspide bem desenvolvida, o mesoestilo, está presente no lado labial. A presença do mesoestilo distingue o animal de Ptilocercus, o único membro da família Ptilocercidae. O lado lingual é estreito. Uma grande cúspide, o protocone, está localizada no canto lingual anterior. Duas cristas descem dele: uma alcança o paracone no lado labial anterior e outra se aproxima do metacone na parte posterior do dente. Uma cúspide menor, o hipocone, está no canto lingual posterior. Essa característica distingue T. miocenica dos gêneros de musaranhos-arborícolas Dendrogale, Prodendrogale e Palaeotupaia, que não possuem essa cúspide, e de Anathana e Urogale, que têm um hipocone grande. Em T. miocenica, as faces posterior e lingual do hipocone são retas e formam um ângulo reto entre si. O dente assemelha-se mais às espécies de Tupaia com um mesoestilo simples, como o musaranho Tupaia glis. No entanto, esta espécie é menor e, ao contrário de T. miocenica, o hipocone não é isolado do protocone por um vale estreito.

## Distribuição e ecologia
Li Mae Long, o local de coleta de T. miocenica, é datado do final do Mioceno Inferior, correspondendo à zona europeia MN 4, cerca de 18 milhões de anos atrás. Está localizado na província tailandesa de Lamphun. A fauna fóssil inclui 34 espécies de mamíferos, como Hesperotarsius thailandicus, Diatomys liensis [en], ? Nycticebus linglom e Siamoperadectes [en]. Mein e Ginsburg concluíram que a fauna representa um ambiente de floresta tropical próximo a um lago raso.